# Olympische Sommerspiele 2024/Handball – Männer/Spanien
Beim Männer-Handballturnier der Olympischen Spiele 2024, das vom 25. Juli bis zum 11. August 2024 ausgetragen wurde, trat Spanien als eins von zwölf Teams an. Die für das Nationale Olympische Komitee Spaniens (Comité Olímpico Español) antretende Auswahl der Real Federación Española de Balonmano (RFEBM) nahm zum 12. Mal an Olympischen Sommerspielen teil und gewann die Bronzemedaille für den dritten Platz, wie schon bei der vorherigen 32. Austragung der Olympischen Spiele, 2021 in Tokio.

## Bisherige Olympiateilnahmen
Die Auswahl des spanischen Verbandes nahm an den olympischen Handballwettbewerben in den Jahren 1972 (15. Platz), 1980 (5. Platz), 1984 (8. Platz), 1988 (9. Platz), 1992 (5. Platz), 1996 (3. Platz), 2000 (3. Platz), 2004 (7. Platz), 2008 (3. Platz), 2012 (7. Platz) und 2021 (3. Platz) teil.

## Qualifikation
Das Comité Olímpico Español, das Nationale Olympische Komitee Spaniens, erhielt durch den 3. Platz bei der Weltmeisterschaft 2023 einen Startplatz für die Olympiaqualifikation im März 2024 (Preolímpico). Das Qualifikationsturnier 1 wurde in Granollers ausgetragen. Gegner waren die Teams von Bahrain, Slowenien und Brasilien. Gegen alle drei Mannschaften hatte Spanien die jeweils letzten Begegnungen gewonnen.

### Aufgebot
Die spanische Nationalmannschaft wird seit dem Jahr 2016 von Jordi Ribera trainiert. Co-Trainer ist seit 2019 César Montes. Für das Olympiaqualifikationsturnier nominierte Jordi Ribera folgende Spieler:
- Tor: Gonzalo Pérez de Vargas, Rodrigo Corrales
- Rückraum: Ian Tarrafeta, Jorge Maqueda, Alex Dujshebaev, Imanol Garciandia, Joan Cañellas, Viran Morros, Agustín Casado, Antonio García, Daniel Dujshebaev
- Außen: Ferrán Solé, Aleix Gómez, Ángel Fernández, Daniel Fernández
- Kreis: Adrià Figueras, Abel Serdio, Gedeón Guardiola, Javier Rodríguez

### Spiele der spanischen Auswahl beim olympischen Qualifikationsturnier
Im Turnier gewann Spanien gegen Bahrain (39:27), Slowenien (32:22) sowie gegen Brasilien (28:26) und sicherte sich damit die zwölfte Teilnahme an einem olympischen Handballturnier.
| 14. März 2024 18:30 Uhr | Spanien                         | 39:27        | Bahrain                | Palau d’Esports de Granollers, Granollers Zuschauer: 2.132 Schiedsrichter: Oliver Kiss, Adam Biro |
| 14. März 2024 18:30 Uhr | meiste Tore: Daniel Fernández 8 | (18:11)      | meiste Tore: Ali Eid 7 | Palau d’Esports de Granollers, Granollers Zuschauer: 2.132 Schiedsrichter: Oliver Kiss, Adam Biro |
| 14. März 2024 18:30 Uhr | Strafen: 2×                     | Spielbericht | Strafen: 2×            | Palau d’Esports de Granollers, Granollers Zuschauer: 2.132 Schiedsrichter: Oliver Kiss, Adam Biro |

| 15. März 2024 21:00 Uhr | Spanien                          | 32:22        | Slowenien                  | Palau d’Esports de Granollers, Granollers Zuschauer: 5.500 Schiedsrichter: Václav Horáček, Jiří Novotný |
| 15. März 2024 21:00 Uhr | meiste Tore: Imanol Garciandia 6 | (20:13)      | meiste Tore: Dean Bombač 5 | Palau d’Esports de Granollers, Granollers Zuschauer: 5.500 Schiedsrichter: Václav Horáček, Jiří Novotný |
| 15. März 2024 21:00 Uhr | Strafen: 5×                      | Spielbericht | Strafen: 5×                | Palau d’Esports de Granollers, Granollers Zuschauer: 5.500 Schiedsrichter: Václav Horáček, Jiří Novotný |

| 17. März 2024 17:45 Uhr | Brasilien                       | 26:28        | Spanien                    | Palau d’Esports de Granollers, Granollers Zuschauer: 5.920 Schiedsrichter: Charlotte Bonaventura, Julie Bonaventura |
| 17. März 2024 17:45 Uhr | meiste Tore: João Pedro Silva 5 | (14:14)      | meiste Tore: Ferrán Solé 7 | Palau d’Esports de Granollers, Granollers Zuschauer: 5.920 Schiedsrichter: Charlotte Bonaventura, Julie Bonaventura |
| 17. März 2024 17:45 Uhr | Strafen: 3×                     | Spielbericht | Strafen: 4×                | Palau d’Esports de Granollers, Granollers Zuschauer: 5.920 Schiedsrichter: Charlotte Bonaventura, Julie Bonaventura |

### Abschlusstabelle des olympischen Qualifikationsturniers
Die Spanier waren als Gruppenerster qualifiziert für die Olympischen Spiele in Paris; die Slowenen qualifizierten sich als Gruppenzweiter für die Spiele.
| Pl. | Land      | Sp. | S | U | N | Tore    | Diff. | Punkte |
| --- | --------- | --- | - | - | - | ------- | ----- | ------ |
| 1.  | Spanien   | 3   | 3 | 0 | 0 | 099:750 | +24   | 6      |
| 2.  | Slowenien | 3   | 2 | 0 | 1 | 081:840 | −3    | 4      |
| 3.  | Brasilien | 3   | 1 | 0 | 2 | 077:790 | −2    | 2      |
| 4.  | Bahrain   | 3   | 0 | 0 | 3 | 077:960 | −19   | 0      |

## Turniervorbereitung
Im Mai 2024 konnte sich die spanische Nationalmannschaft in den Qualifikationsspielen für die Weltmeisterschaft 2025 in zwei Partien gegen das serbische Team (32:28, 22:25) durchsetzen.
Vom 19. bis 25. Juni 2024 bereiteten die Spieler sich in Hoznayo in der ersten Phase auf das Turnier vor, gespielt wurde im Pabellón Municipal Vicente Trueba in Torrelavega. Die zweite Phase der Turniervorbereitung wurde vom 30. Juni bis 7. Juli 2024 in Esplugues de Llobregat ausgetragen. Dabei gab es auch zwei Freundschaftsspiele gegen Argentinien: Am 4. Juli im FDI Stadium in Montpellier (32:26) und am 6. Juli im Centro Deportivo Municipal de Las Moreras in Esplugues de Llobregat (40:29). Die dritte, letzte Vorbereitungsphase begann am 11. Juli 2024 in Madrid, von hier reiste die Mannschaft nach Norwegen, wo sie am 16. Juli in Hamar in der Gjøvik Olympiske Fjellhall gegen Norwegens Auswahl spielte (29:35); am 18. Juli folgte ein weiteres Spiel gegen Norwegen ohne Zuschauer. Am 19. Juli 2024 kehrte die Delegation nach Madrid zurück, am 22. Juli flog das Team dann nach Frankreich.

## Spieler

### Vorbereitung
Für die Vorbereitung auf die Olympischen Spiele nominierte Jordi Ribera am 10. Juni 2024 folgendes Aufgebot:
- Tor: Gonzalo Pérez de Vargas (Barça), Rodrigo Corrales (MKB Veszprém), Sergey Hernández (SC Magdeburg)
- Rückraum Mitte: Álex Dujshebaev (Industria Kielce), Ian Tarrafeta (Pays d’Aix UCH), Petar Cikusa (Barça)
- Rückraum rechts: Jorge Maqueda (HBC Nantes), Imanol Garciandía (OTP Bank – PICK Szeged)
- Rückraum links: Joan Cañellas (Kadetten Schaffhausen), Agustín Casado (MKB Veszprém), Antonio García (Fraikin Granollers), Daniel Dujshebaev (Industria Kielce)
- Rechtsaußen: Ferran Solé (Paris Saint-Germain), Aleix Gómez (Barça), Kauldi Odriozola (HBC Nantes)
- Linksaußen: Ángel Fernández (Limoges Hand 87), Miguel Sánchez-Migallón (SL Benfica Portugal), Daniel Fernández (TVB Stuttgart HB)
- Kreis: Abel Serdio (Orlen Wisla Plock), Gedeón Guardiola (Viveros Herol Nava), Javier Rodríguez (Barça)

Gedeón Guardiola verletzte sich während der ersten Vorbereitungswoche, dafür nahm der Trainer Adrià Figueras (C’ Chartres Métropole HB) ins Aufgebot des nächsten Trainingslagers. Petar Cikusa nahm statt an der zweiten Vorbereitungswoche mit den spanischen Junioren an einem Lehrgang vor der U-20-Europameisterschaft 2024 teil. Für die Vorbereitung in Norwegen war Abel Serdio anstelle des noch verletzten Gedeón Guardiola nominiert; Ángel Fernández, Antonio García und Ferran Solé wurden vom Trainer aus dem geplanten Olympiakader genommen. Im Vorbereitungsspiel gegen Norwegen am 16. Juli verletzte sich auch Joan Cañellas so, dass er nicht am Olympischen Turnier teilnehmen kann; für ihn rückte Jorge Maqueda nach. Am 18. Juli wurde bekanntgegeben, dass auch der verletzte Gedeón Guardiola nicht an den Olympischen Spielen teilnehmen wird, stattdessen wird Adrià Figueras dort spielen. Petar Cikusa, der mit den spanischen Junioren gerade die U-20-Europameisterschaft gewonnen hatte, wurde am 22. Juli 2024 als Ersatzspieler nachnominiert.

### Turnieraufgebot
Das IOC schreibt eine maximale Kaderstärke von 14 Spielern vor (zwei weniger als bei Welt- und Europameisterschaften), als Ersatzspieler können drei Spieler nominiert werden.
Der Kader wurde am 7. Juli 2024 benannt: Gonzalo Pérez de Vargas, Rodrigo Corrales, Álex Dujshebaev, Ian Tarrafeta, Imanol Garciandía, Joan Cañellas, Agustín Casado, Daniel Dujshebaev, Aleix Gómez, Kauldi Odriozola, Miguel Sánchez-Migallón, Daniel Fernández, Abel Serdio und Javier Rodríguez; als Ersatzspieler nominierte der Verband Sergey Hernández, Jorge Maqueda und Gedeón Guardiola. In der Folge wurde der Kader wegen Verletzungsausfällen noch verändert: Joan Cañellas und Gedeón Guardiola fielen aus, dafür wurden Adrià Figueras und Petar Cikusa mit aufgestellt.
| Nr. | Spieler                 | Alter Anm. 0 | Spielposition | Anzahl Länder- spiele Anm. 1 | Länder- spiel- tore Anm. 1 | Verein           | bisherige Olympiateilnahmen |
| --- | ----------------------- | ------------ | ------------- | ---------------------------- | -------------------------- | ---------------- | --------------------------- |
| 01  | Gonzalo Pérez de Vargas | 33           | TW            | 182                          | 018                        | FC Barcelona     | 1 (2021)                    |
| 12  | Rodrigo Corrales        | 33           | TW            | 131                          | 04                         | KC Veszprém      | 1 (2021)                    |
| 10  | Alex Dujshebaev         | 31           | RR            | 155                          | 454                        | KS Kielce        | 1 (2021)                    |
| 36  | Ian Tarrafeta           | 25           | RM            | 048                          | 109                        | Pays d’Aix UC    | 0                           |
| 05  | Jorge Maqueda Anm. 2    | 36           | RR            | 205                          | 503                        | HBC Nantes       | 2 (2012, 2021)              |
| 18  | Imanol Garciandía       | 29           | RR            | 053                          | 137                        | SC Szeged        | 0                           |
| –   | Joan Cañellas Anm. 2    | 37           | RL            | 237                          | 570                        | ohne Verein      | 1 (2012)                    |
| 25  | Agustín Casado          | 28           | RL            | 049                          | 127                        | KC Veszprém      | 0                           |
| 59  | Daniel Dujshebaev       | 27           | RL            | 089                          | 196                        | KS Kielce        | 0                           |
| 28  | Aleix Gómez             | 27           | RA            | 086                          | 331                        | FC Barcelona     | 1 (2021)                    |
| 62  | Kauldi Odriozola        | 27           | RA            | 062                          | 173                        | HBC Nantes       | 0                           |
| 51  | Miguel Sánchez-Migallón | 29           | LA            | 050                          | 031                        | Benfica Lissabon | 1 (2021)                    |
| 70  | Daniel Fernández        | 23           | LA            | 038                          | 123                        | TV Bittenfeld    | 0                           |
| 20  | Abel Serdio             | 30           | KL            | 043                          | 093                        | Wisła Płock      | 0                           |
| 99  | Javier Rodríguez        | 22           | KL            | 07                           | 07                         | FC Barcelona     | 0                           |

| Nr. | Spieler                 | Alter | Spielposition | Anzahl Länder- spiele Anm. 1 | Länder- spiel- tore Anm. 1 | Verein                   | bisherige Olympiateilnahmen |
| --- | ----------------------- | ----- | ------------- | ---------------------------- | -------------------------- | ------------------------ | --------------------------- |
| 61  | Sergey Hernández        | 29    | TW            | 054                          | 010                        | SC Magdeburg             | 0                           |
| –   | Gedeón Guardiola Anm. 3 | 29    | KL            | 204                          | 240                        | Club Balonmano Nava      | 2 (2012, 2021)              |
| 17  | Adrià Figueras Anm. 3   | 35    | KL            | 133                          | 347                        | C’ Chartres Métropole HB | 1 (2021)                    |
|     | Petar Cikusa Anm. 4     | 18    | RM            | 03                           | 07                         | FC Barcelona             | 0                           |

Die drei Ersatzspieler dürfen nicht im olympischen Dorf übernachten, wo die 14 Hauptspieler während des Turniers wohnen, können aber tagsüber mit denen zusammen trainieren.

## Turnierverlauf

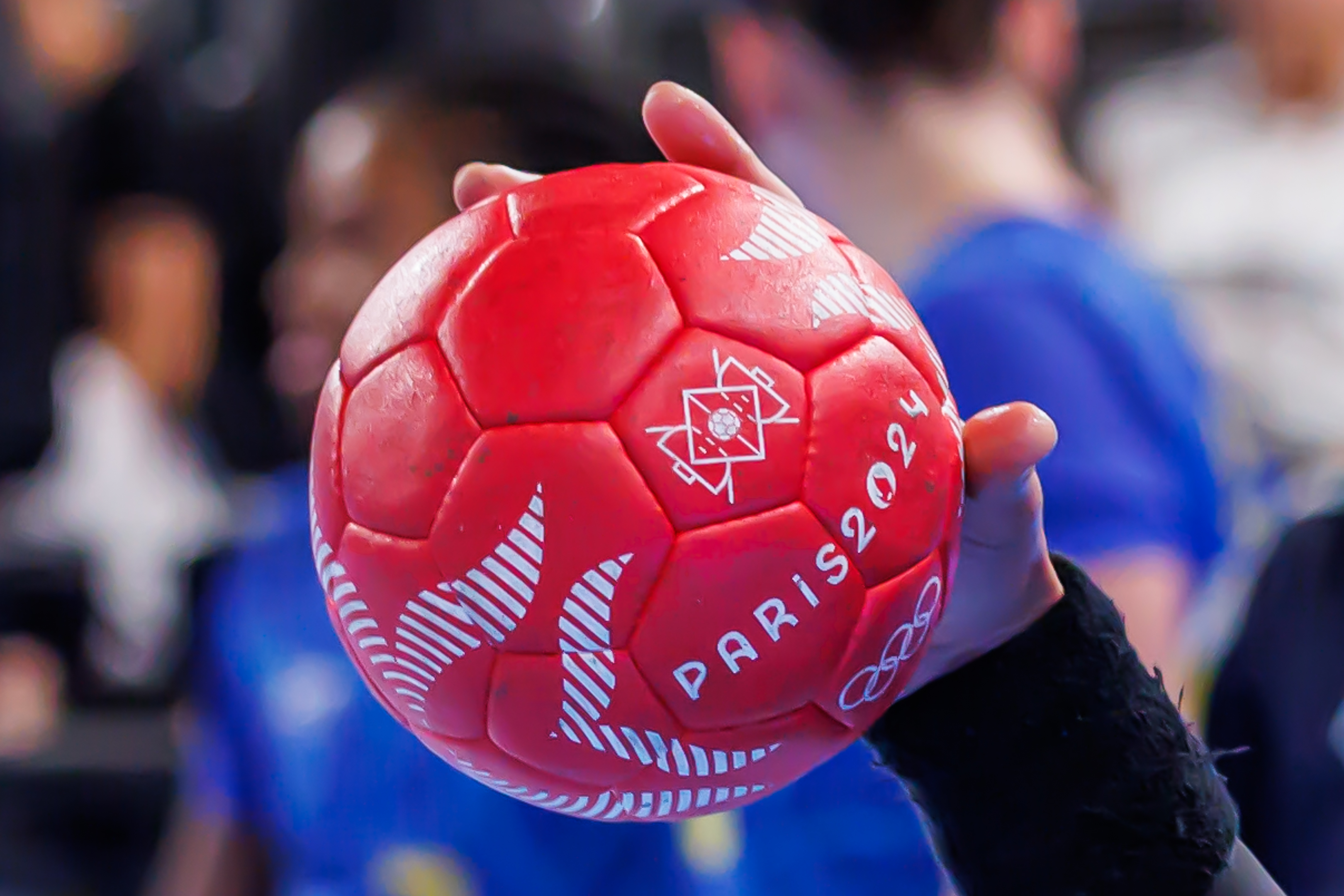
Handball mit dem Logo der Olympischen Spiele 2024

### Vorrunde
Auslosung
Für die Auslosung der zwei Vorrundengruppen am 16. April 2024 in Créteil wurden die zwölf qualifizierten Mannschaften in sechs Lostöpfe verteilt: In Topf 1 Dänemark und Spanien, in Top 2 Kroatien und Norwegen, in Topf 3 Ungarn und Deutschland, in Topf 4 Slowenien und Frankreich, in Topf 5 Schweden und Ägypten, in Topf 6 Argentinien und Japan. In jede der beiden Vorrundengruppe wird je ein Team aus den Lostöpfen 1 bis 6 zugelost. Für das spanische Team in der Gruppe A brachte die Auslosung Kroatien, Deutschland, Slowenien, Schweden und Japan als Vorrundengegner.
Die fünf zugelosten Gegner in der Vorrunde qualifizierten sich wie folgt für das olympische Turnier:
- Schweden über den 3. Platz bei der Europameisterschaft 2024 (da Europameister Frankreich als Olympiagastgeber und der Zweitplatzierte Dänemark als Weltmeister 2023 gesetzt waren),
- Kroatien, Deutschland, Slowenien über die Olympiaqualifikation im März 2024 und
- Japan über das asiatische Qualifikationsturnier.

Spiele

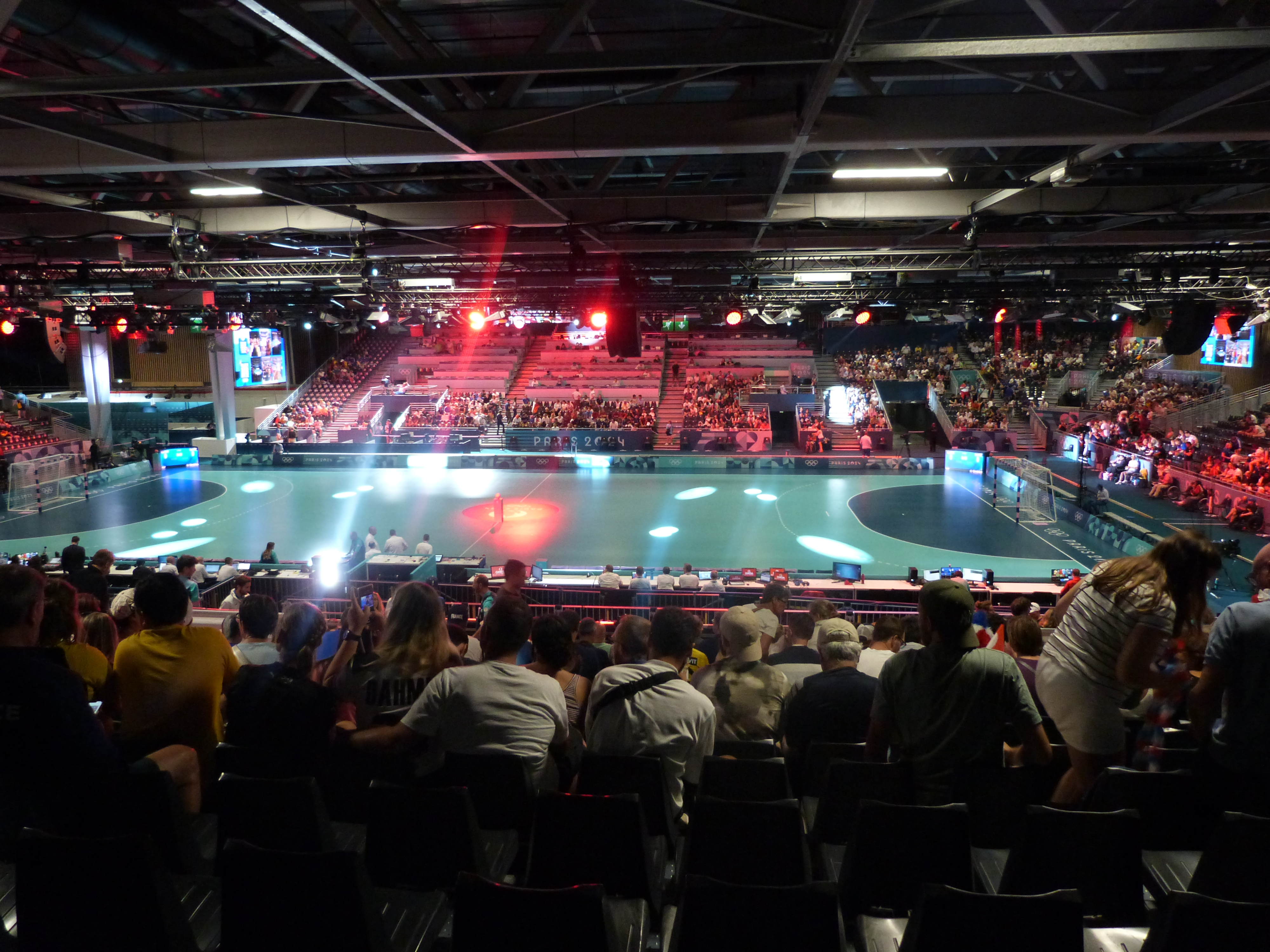
In der Halle der Paris Arena Süd 6, in der die Vorrundenspiele ausgetragen wurden.

In der Vorrunde trafen die je sechs Mannschaften in den beiden Vorrundengruppen A und B zu je einem Spiel jeder gegen jeden aufeinander. Bei Punktgleichstand am Ende der Vorrunde dienten die direkten Vergleiche der punktgleichen Teams zur Ermittlung der Platzierungen.
Die besten vier Mannschaften jeder der beiden Vorrundengruppen qualifizierten sich für das Viertelfinale, ab dem das K.-o.-System galt.
Die Spiele der Vorrunde werden in der Paris Arena Süd 6 ausgetragen. Diese Halle bot Platz für etwa 6.000 Zuschauer.

#### Spanien – Slowenien (Vorrunde)
Gegen Slowenien hatte die spanische Auswahl zuletzt in der Olympiaqualifikation im März 2024 in Granollers gespielt (32:22).
Das erste Spiel der Mannschaften beider Verbände gab es am 5. Juni 1994, Spanien gewann in Porto mit 24:16. Von den bisherigen 23 Spielen gegeneinander gewannen die Spanier 19, zwei gewannen die Slowenen, zwei gingen unentschieden aus.
Bei Olympischen Spielen gab es zuvor nur ein Aufeinandertreffen: Spanien gewann bei Olympia 2004 am 20. August 2004 in Athen das Vorrundenspiel gegen Slowenien mit 41:28 und beendete das Turnier auf dem Platz 7.
| 27. Juli 2024 9:00 Uhr | Spanien                    | 25:22        | Slowenien                  | Paris Arena Süd 6 Zuschauer: 5776 Schiedsrichter: Charlotte und Julie Bonaventura |
| 27. Juli 2024 9:00 Uhr | meiste Tore: Aleix Gómez 7 | (8:11)       | meiste Tore: Dean Bombač 5 | Paris Arena Süd 6 Zuschauer: 5776 Schiedsrichter: Charlotte und Julie Bonaventura |
| 27. Juli 2024 9:00 Uhr | Strafen: 3×                | Spielbericht | Strafen: 5×                | Paris Arena Süd 6 Zuschauer: 5776 Schiedsrichter: Charlotte und Julie Bonaventura |

Slowenien gelang in der 2. Minute das 0:1, kurz darauf erzielte Daniel Dujshebaev mit einem Wurf vom 9-m-Kreis das erste Tor für die Spanier. In der 6. Spielminute ging Spanien erstmals in Führung (3:2), am Ende der ersten Halbzeit lag das Team mit 8:11 zurück. Aleix Gómez erzielte das erste Tor in der 2. Halbzeit (9:11). Nach dem Treffer zum 17:16 in der 44. Minute gaben die Spanier die Führung nicht mehr ab, das Spiel endete 25:22 für Spanien.
Gonzalo Perez de Vargas hielt 15 der 34 Würfe auf sein Tor (Fangquote 44 %), Rodrigo Corrales konnte den einzigen Wurf auf sein Tor nicht halten. Die 25 Tore für Spanien (bei 47 Würfen auf das slowenische Tor) warfen Aleix Gómez (7), Daniel Dujshebaev (5), Daniel Fernández (4), Jorge Maqueda (3), Alex Dujshebaev (2), Agustín Casado (2), Ian Tarrafeta (1) und Javier Rodríguez (1). Maqueda, A. Dujshebaev und Rodríguez erhielten je eine Zwei-Minuten-Zeitstrafe.

#### Schweden – Spanien (Vorrunde)
In 63 Länderspielen standen sich Spanien und Schweden zuvor gegenüber; die Spanier gewannen davon 33, die Schweden 29; ein Spiel ging unentschieden aus. Das erste Spiel zwischen den beiden Mannschaften, das zugleich das erste Länderspiel überhaupt für die Spanier war, fand am 15. April 1953 in Madrid statt; die Spanier verloren mit 12:23. Das bis dato letzte Aufeinandertreffen der beiden Teams gewann Schweden am 12. März 2023 in Jaén beim EHF Euro Cup 2024 mit 31:30. Beim letzten Aufeinandertreffen bei einem großen Turnier hatte die Auswahl Spaniens das Spiel um Platz 3 bei der Weltmeisterschaft 2023 am 29. Januar 2023 in Stockholm mit 39:36 gewonnen.
Bei Olympia trafen die beiden Teams fünf Mal aufeinander. Bei Olympia 1984 gewann Schweden am 8. August 1984 in Los Angeles das Vorrundenspiel gegen Spanien mit 26:25, Spanien wurde 8. Ein weiteres Spiel gab es bei Olympia 1996 gegeneinander, als die Schweden am 2. August 1996 in Atlanta im Halbfinale gegen Spanien mit 25:20 gewannen, die Spanier wurden letztlich Dritter. Bei Olympia 2000 standen sich die beiden Teams zwei Mal gegenüber, die Schweden gewannen in Sydney sowohl am 24. September 2000 das Vorrundenspiel mit 28:27 als auch am 29. September 2000 das Halbfinalspiel mit 32:25, die Spanier belegten erneut den dritten Platz. Das letzte olympische Aufeinandertreffen der beiden Teams gab es im Viertelfinale der Olympischen Spiele 2021; am 3. August 2021 gewann Spanien in Tokio mit 34:33 und kam am Ende auf den dritten Platz.
| 29. Juli 2024 16:00 Uhr | Schweden                                                             | 29:26        | Spanien                         | Paris Arena Süd 6 Zuschauer: 5.764 Schiedsrichter: Václav Horáček, Jiří Novotný |
| 29. Juli 2024 16:00 Uhr | meiste Tore: Sebastian Karlsson, Lucas Pellas, Oscar Bergendahl je 5 | (11:11)      | meiste Tore: Daniel Fernández 7 | Paris Arena Süd 6 Zuschauer: 5.764 Schiedsrichter: Václav Horáček, Jiří Novotný |
| 29. Juli 2024 16:00 Uhr | Strafen: 1× 4×                                                       | Spielbericht | Strafen: 1× 5×                  | Paris Arena Süd 6 Zuschauer: 5.764 Schiedsrichter: Václav Horáček, Jiří Novotný |

Vor dem Spiel rückte Ersatzspieler Adrià Figueras für den aus Verletzungsgründen pausierenden Javier Rodríguez in die spanische Mannschaft nach.
Alex Dujshebaev warf in der 1. Minute das 0:1 für Spanien, nach acht Minuten stand das Spiel 5:5. Erst in der 12. Minute fiel das nächste Tor, in der 15. Spielminute ging Schweden erstmals mit zwei Toren Vorsprung in Führung. Nach einem zwischenzeitlichen 4-Tore-Vorsprung der Schweden hatte Spanien zur Halbzeit wieder ein Unentschieden (11:11) erreicht. Die Schweden warfen das erste Tor der 2. Halbzeit, in der 55. Minute des Spiels hatten die Schweden einen 7-Tore-Vorsprung. Aleix Gómez warf das letzte Tor der Begegnung zum Endstand von 26:29.
Während Gonzalo Pérez de Vargas sieben von den 17 Würfen auf sein Tor halten konnte (Fangquote 41 %), hielt Rodrigo Corrales neun von 27 Würfen (Fangquote 33 %). Von den 48 Würfen auf das schwedische Tor konnten die spanischen Spieler 26 verwandeln. Daniel Fernández war mit 7 Treffern erfolgreichster spanischer Torwerfer. Die weiteren Tore für Spanien erzielten Aleix Gómez (6) und Alex Dujshebaev (3); je zwei Tore warfen Jorge Maqueda, Adrià Figueras und Agustín Casado. Je ein Tor trugen Imanol Garciandia, Abel Serdio, Ian Tarrafeta und Daniel Dujshebaev bei.
Trainer Jordi Ribera erhielt eine Gelbe Karte. Miguel Sánchez-Migallón und Kauldi Odriozola erhielten zwei, Daniel Dujshebaev erhielt eine Zwei-Minuten-Strafe.

#### Spanien – Japan (Vorrunde)
Das bis dato letzte Länderspiel zwischen Spanien und Japan fand am 14. Januar 2019 in der Vorrundengruppe B bei der Weltmeisterschaft 2019 statt. Spanien gewann das Spiel mit 26:22. Erstmals standen sich die Mannschaften der beiden Verbände am 19. Januar 1967 in einem Freundschaftsspiel gegenüber. In den bisherigen neun Aufeinandertreffen konnte sich Spanien jeweils durchsetzen.
Ein Mal trafen die Teams bei Olympischen Spielen aufeinander. Bei Olympia 1988 gewann Spanien am 22. September 1988 in Seoul gegen Japan in der Vorrunde mit 25:19, am Ende belegte man den 9. Platz.
| 31. Juli 2024 14:00 Uhr | Spanien                         | 37:33        | Japan                                             | Paris Arena Süd 6 Zuschauer: 5.813 Schiedsrichter: Ivan Pavićević, Miloš Ražnatović |
| 31. Juli 2024 14:00 Uhr | meiste Tore: Kauldi Odriozola 6 | (20:18)      | meiste Tore: Kōsuke Yasuhira, Naoki Fujisaka je 7 | Paris Arena Süd 6 Zuschauer: 5.813 Schiedsrichter: Ivan Pavićević, Miloš Ražnatović |
| 31. Juli 2024 14:00 Uhr | Strafen: 1×                     | Spielbericht | Strafen: 1×                                       | Paris Arena Süd 6 Zuschauer: 5.813 Schiedsrichter: Ivan Pavićević, Miloš Ražnatović |

Gegen die von den Spaniern Antonio Carlos Ortega und Víctor Hugo López trainierte japanische Mannschaft ging das spanische Team in der ersten Minute durch ein Tor von Aleix Gómez erstmals in Führung. In der 5. Minute waren es die Japaner, die in Führung gingen (3:4). Zur Halbzeit stand es 20:18. Die Spanier gaben die Führung fortan nicht mehr ab und gewannen das Spiel mit 37:33. Mit den 37 Torerfolgen bei 57 Würfen auf das japanische Tor kam die spanische Mannschaft auf eine Effizienz von 65 Prozent.
Die Tore für Spanien warfen Kauldi Odriozola (6), Daniel Dujshebaev (5), Alex Dujshebaev (4), Agustín Casado (4), Imanol Garciandia (3), Aleix Gómez (3), Ian Tarrafeta (3), Daniel Fernández (3), Miguel Sánchez-Migallón (2), Javier Rodríguez (2), Jorge Maqueda (1) und Abel Serdio (1). Gonzalo Pérez de Vargas konnte nur einen von den 17 Würfen auf sein Tor halten (Fangquote 6 %), Rodrigo Corrales hielt zehn von 27 Würfen (Fangquote 37 %).
Javier Rodríguez erhielt eine Gelbe Karte.

#### Deutschland – Spanien (Vorrunde)
Spanien und Deutschland spielten zuletzt am 30. April 2023 beim EHF Euro Cup 2024 gegeneinander, das Spiel gewann Deutschland in Berlin mit 32:31. Von den bisher 72 Spielen gegeneinander gewann Spanien 39 und Deutschland 28, fünf Spiele endeten unentschieden.
Bei Olympia trafen die beiden Teams fünf Mal aufeinander. Bei Olympia 1972 gewann das deutsche Team am 30. August 1972 in Böblingen das Vorrundenspiel mit 13:10 gegen Spanien, das letztlich den 15. Platz belegte (von 16). Bei Olympia 1996 gewann Spanien am 25. Juli 1996 in Atlanta das Vorrundenspiel gegen Deutschland mit 22:20, Spanien wurde letztlich Olympiadritter. Bei den Olympischen Spielen 2000 gewannen die Spanier am 26. September 2000 in Sydney das Viertelfinalspiel gegen die Deutschen mit 27:26 und wurden am Ende erneut Dritter des Turniers. Bei Olympia 2004 wiederum verlor Spanien gegen Deutschland am 24. August 2004 in Athen das Viertelfinalspiel nach Siebenmeterwerfen mit 30:32 und belegte am Ende Platz 7. Bei den im Jahr 2021 ausgetragenen Olympischen Spielen 2020 gewann Spanien am 24. Juli 2021 in Tokio das Vorrundenspiel gegen Deutschland mit 28:27 und wurde am Ende Dritter des Turniers.
| 2. August 2024 16:00 Uhr | Deutschland                  | 33:31        | Spanien                     | Paris Arena Süd 6 Zuschauer: 5.774 Schiedsrichter: Gjorgji Načevski, Slave Nikolov |
| 2. August 2024 16:00 Uhr | meiste Tore: Renārs Uščins 8 | (20:18)      | meiste Tore: Aleix Gómez 10 | Paris Arena Süd 6 Zuschauer: 5.774 Schiedsrichter: Gjorgji Načevski, Slave Nikolov |
| 2. August 2024 16:00 Uhr | Strafen: 5×                  | Spielbericht | Strafen: 3×                 | Paris Arena Süd 6 Zuschauer: 5.774 Schiedsrichter: Gjorgji Načevski, Slave Nikolov |

Das deutsche Team ging in der ersten Minute in Führung, den ersten Treffer für Spanien warf Daniel Dujshebaev zum 1:1 in der zweiten Spielminute, Ian Tarrafeta brachte Spanien kurz darauf mit 1:2 in Führung. Nach dem 5:4 in der 8. Minute blieb Spanien im Rückstand, bis Aleix Gómez in Minute 23 zum 14:14-Unentschieden traf. Zur Pause lag Spanien dann mit 20:18 zurück. Aleix Gómez erzielt den ersten Treffer in der 2. Halbzeit zum 20:19 und auch den Treffer zum 20:20. In der 39. Spielminute konnten die Spanier durch einen Treffer von Aleix Gómez zum 23:24 wieder die Führung übernehmen, gaben diese aber in der 53. Minute beim 31:30 wieder ab und verloren das Spiel letztlich mit 33:31.
Die beiden spanischen Torhüter hielten zwölf von 44 Würfen auf das Tor: Gonzalo Pérez de Vargas neun von 32 Würfen (Fangquote 28 %) und Rodrigo Corrales drei von zwölf (Fangquote 25 %). Bester Torwerfer der Spanier war Aleix Gómez, der zehn der 31 Tore des spanischen Teams erzielte. Ihm folgten Ian Tarrafeta mit vier Toren sowie, mit je drei Toren, Imanol Garciandia, Abel Serdio, Agustín Casado, Daniel Dujshebaev und Daniel Fernández. Alex Dujshebaev konnte zwei Tore erzielen. Aleix Gómez gelang mit einem seiner zehn Tore das insgesamt 2000. Tor spanischer Nationalmannschaften bei Olympischen Spielen.
Je eine Zwei-Minuten-Zeitstrafe erhielten Abel Serdio, Daniel Dujshebaev und Miguel Sánchez-Migallón.

#### Spanien – Kroatien (Vorrunde)

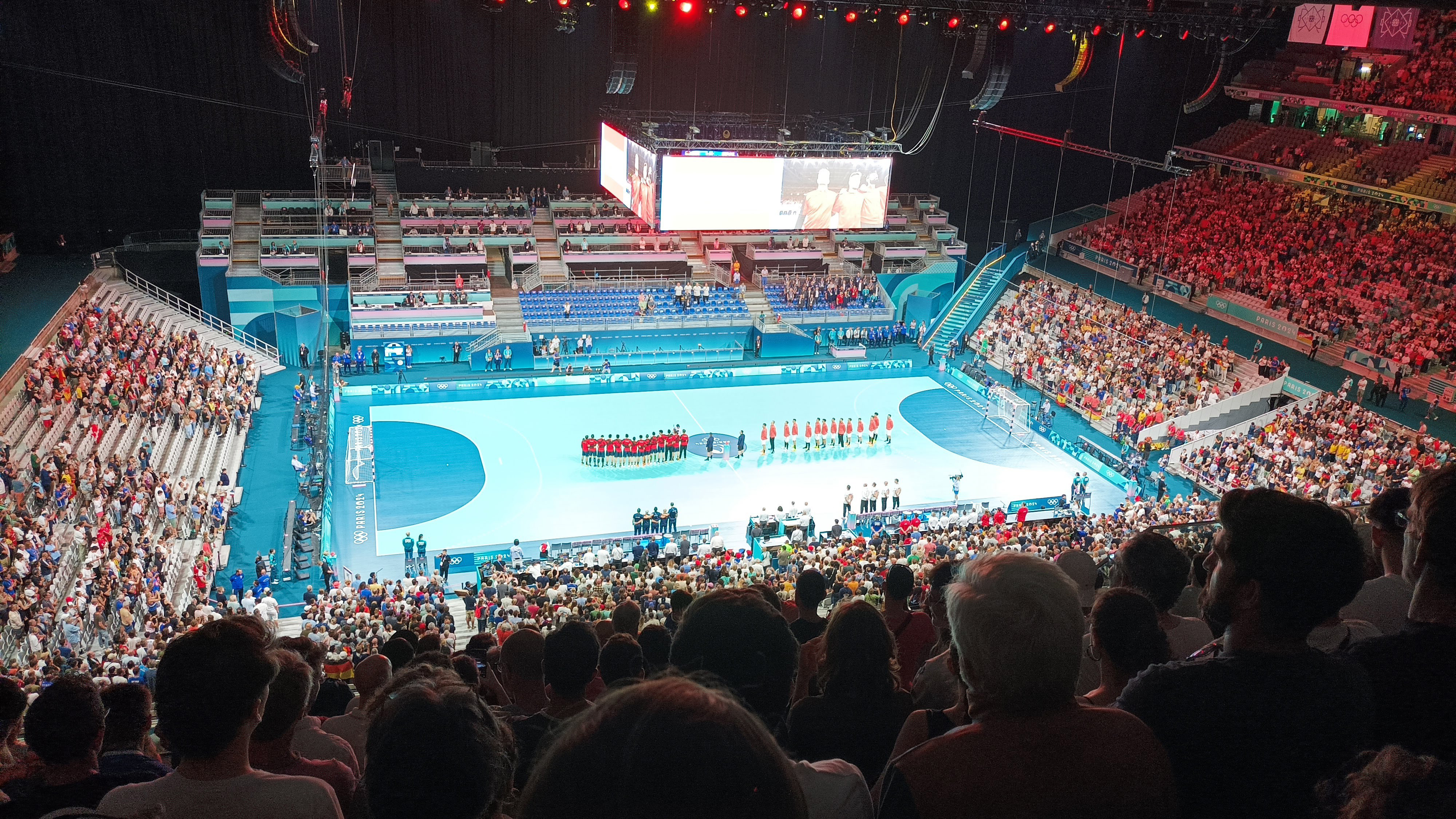
In dem zu einem Handballfeld umgebauten Stade Pierre-Mauroy in Lille

Insgesamt bestritten die beiden Teams bis dato gegeneinander 35 Länderspiele, von denen Spanien zwölf gewann, 21 verlor und zwei unentschieden endeten. Erstmals waren beide Mannschaften am 23. Dezember 1995 gegeneinander angetreten, das Spiel in Sevilla hatte Spanien mit 28:27 gewonnen. Beim letzten Aufeinandertreffen der beiden Mannschaften in der Vorrunde der Europameisterschaft 2024 verlor Spaniens Auswahl am 12. Januar 2024 mit 29:39.
Bei Olympischen Spielen gab es vier Aufeinandertreffen: Bei Olympia 2004 in Athen verlor Spanien am 27. August 2004 das Vorrundenspiel gegen Kroatien mit 22:30, Spanien beendete das Turnier auf Platz 7. Bei Olympia 2008 in Peking verlor Spaniens Auswahl am 10. August 2008 das Vorrundenspiel mit 29:31 und gewann am 24. August 2008 das Spiel um Platz 3 mit 35:29. Auch bei Olympia 2012 standen sich die Mannschaften wieder gegenüber, Spanien verlor am 6. August 2012 in London das Vorrundenspiel gegen Kroatien mit 25:30, das Turnier beendeten sie auf Platz 7.
| 4. August 2024 21:00 Uhr | Spanien                         | 32:31        | Kroatien                    | Paris Arena Süd 6 Zuschauer: 5.723 Schiedsrichter: Václav Horáček, Jiří Novotný |
| 4. August 2024 21:00 Uhr | meiste Tore: Javier Rodríguez 6 | (20:15)      | meiste Tore: Luka Klarica 7 | Paris Arena Süd 6 Zuschauer: 5.723 Schiedsrichter: Václav Horáček, Jiří Novotný |
| 4. August 2024 21:00 Uhr | Strafen: 2×                     | Spielbericht | Strafen: 1× 6×              | Paris Arena Süd 6 Zuschauer: 5.723 Schiedsrichter: Václav Horáček, Jiří Novotný |

Vor diesem letzten Spiel der Vorrunde waren schon drei von vier möglichen Mannschaften der Vorrundengruppe A für das Viertelfinale qualifiziert, das Spiel zwischen Spanien und Kroatien musste daher die Entscheidung bringen, welches von diesen beiden punktgleichen Teams ebenfalls ins Viertelfinale einzieht; dabei hätte den Spaniern aufgrund des besseren Torverhältnisses auch ein Unentschieden gereicht.
Das erste Tor des Spiels fiel in der ersten Minute zum 0:1 für Kroatien. Kauldi Odriozola glich zehn Sekunden später aus. Das 2:1 durch Ian Tarrafeta in der 2. Minute brachte die erste Führung für Spaniens Nationalmannschaft. Nach einer zwischenzeitlichen 4-Tore-Führung Spaniens konnte Kroatien in der 13. Minute zum 8:8 ausgleichen. Dann übernahm erneut Spanien die Führung und konnte mit einem 5-Tore-Vorsprung (20:15) in die Halbzeitpause gehen. Den Kroaten gelang auch in der zweiten Halbzeit das erste Tor (zum 20:16), den Spaniern gelang das erste Tor der zweiten Hälfte erst in der 37. Spielminute zum 21:18 durch Aleix Gómez. In der 59. Minute glich Kroatien erstmals wieder aus (zum 31:31), vier Sekunden vor dem Spielende erzielte Aleix Gómez sein fünftes Tor, das den 32:32-Sieg für Spanien brachte.
Die 32 Tore für die spanische Auswahl wurden von Javier Rodríguez (6), Aleix Gómez (5), Ian Tarrafeta (4), Kauldi Odriozola (4), Daniel Dujshebaev (3), Alex Dujshebaev (2), Abel Serdio (2), Daniel Fernández (2), Jorge Maqueda (1), Imanol Garciandia (1), Agustín Casado (1) und Miguel Sánchez-Migallón (1) erzielt. Gonzalo Pérez de Vargas hielt 14 von Würfen auf sein Tor (Fangquote 32 %) und Rodrigo Corrales konnte den einzigen Wurf auf sein Tor nicht halten.
Je eine Zwei-Minuten-Strafe ging an Jorge Maqueda und Miguel Sánchez-Migallón.
Abschlusstabelle der Vorrunde, Gruppe A
| Pl. | Land        | Sp. | S | U | N | Tore      | Diff. | Punkte |
| --- | ----------- | --- | - | - | - | --------- | ----- | ------ |
| 1.  | Deutschland | 5   | 4 | 0 | 1 | 0162:1440 | +18   | 8      |
| 2.  | Slowenien   | 5   | 3 | 0 | 2 | 0140:1420 | −2    | 6      |
| 3.  | Spanien     | 5   | 3 | 0 | 2 | 0151:1480 | +3    | 6      |
| 4.  | Schweden    | 5   | 3 | 0 | 2 | 0158:1390 | +19   | 6      |
| 5.  | Kroatien    | 5   | 2 | 0 | 3 | 0148:1560 | −8    | 4      |
| 6.  | Japan       | 5   | 0 | 0 | 5 | 0143:1730 | −30   | 0      |

Die besten vier Mannschaften qualifizierten sich für das Viertelfinale. Bei Punktgleichheit entschied der direkte Vergleich. Die drei Teams mit je sechs Punkten (Slowenien, Spanien, Schweden) hatten je zwei Punkte aus den Begegnungen untereinander, Slowenien mit +2 Toren das bessere Torverhältnis aus diesen Spielen vor Spanien (±0) und Schweden (−2).

### Finalrunde
Spanien war als Gruppendritter für die Finalrunde qualifiziert.
Für die Finalrunde zogen die acht qualifizierten Mannschaften von Paris nach Lille um, wo im überdachten und zu einem Handballfeld umgebauten Stade Pierre-Mauroy gespielt wurde. Die Halle bot Platz für über 27.000 Zuschauer.

#### Spanien – Ägypten (Viertelfinale)
Im Viertelfinale traf Spanien auf das Team aus Ägypten. Ägypten, das sich als Afrikameister 2024 für Olympia 2024 qualifiziert hatte, beendete die Vorrunde in Gruppe B als Gruppenzweiter.
Spanien und Ägypten standen sich bis dato in insgesamt 29 Spielen gegenüber, von denen die Spanier 27 gewannen. Zwei Spiele endeten unentschieden. Das erste Spiel gegeneinander absolvierten die Mannschaften am 29. Juli 1992 bei den Olympischen Spielen 1992, dieses Spiel endete 23:18 für Spanien. Das letzte Aufeinandertreffen, am 6. Juli 2022 bei den Mittelmeerspielen 2022, gewannen die Spanier mit 28:27.
Bei Olympischen Spielen standen sich die Teams zuletzt am 7. August 2021 gegenüber, die Spanier gewannen in Tokio das Spiel um Platz 3 mit 33:31.
| 7. August 2024 9:30 Uhr | Spanien                    | 29:28 n. V.     | Ägypten                       | Stade Pierre-Mauroy, Lille Zuschauer: 25.697 Schiedsrichter: Václav Horáček, Jiří Novotný |
| 7. August 2024 9:30 Uhr | meiste Tore: Aleix Gómez 9 | (8:12), (25:25) | meiste Tore: Yehia El-Deraa 8 | Stade Pierre-Mauroy, Lille Zuschauer: 25.697 Schiedsrichter: Václav Horáček, Jiří Novotný |
| 7. August 2024 9:30 Uhr | Strafen: 3×                | Spielbericht    | Strafen: 5×                   | Stade Pierre-Mauroy, Lille Zuschauer: 25.697 Schiedsrichter: Václav Horáček, Jiří Novotný |

Das ägyptische Team wurde vom Spanier Juan Carlos Pastor trainiert, der mit Spanien bei der Weltmeisterschaft 2005 in Tunesien Weltmeister wurde.
Das erste Tor fiel in der 6. Spielminute zum 0:1 für Ägypten. Aleix Gómez warf in der 7. Minute das erste spanische Tor zum 1:1. In der 13. Minute gelang den Spaniern erstmals eine Führung im Spiel mit dem Tor von Daniel Fernández zum 5:4. Die erste Halbzeit endete beim Stand von 8:12. Abel Serdio gelang der erste Treffer der zweiten Halbzeit (zum 9:12). In der 58. Spielminute konnten die Spanier wieder zu einem Unentschieden aufholen (24:24) durch ein Tor von Aleix Gómez. Nach dem 24:25 in der 59. Minute warf Ian Tarrafeta eine halbe Minute vor dem Ende der zweiten Halbzeit das Tor zum 25:25. In der letzten Sekunde hielt Gonzalo Pérez de Vargas einen Wurf aus 9 Metern auf das spanische Tor. Damit ging das Spiel beim Stand von 25:25 in die Verlängerung von zehn Minuten. Agustín Casado erzielte das erste Tor in dieser Verlängerung zum 26:25. In der Folge glich Ägypten aus und Spanien gelang jeweils im Anschluss der Führungstreffer. In der 69. Spielminute war es wieder Aleix Gómez, der Spanien in Führung brachte (zum 29:28), die letzten beiden Würfe auf das spanische Tor wurden abgewehrt und Spanien siegte mit 29:28.
Gonzalo Pérez de Vargas hielt 17 der 45 Würfe auf das spanische Tor (Fangquote 38 %). Die 29 Tore (von 47 Würfen) für Spanien erzielten Aleix Gómez (9), Ian Tarrafeta (6), Agustín Casado (4), Alex Dujshebaev (3), Kauldi Odriozola (2), Daniel Fernández (2), Abel Serdio (1), Daniel Dujshebaev (1) und Javier Rodríguez (1).
Je eine 2-Minuten-Strafe ging an Agustín Casado und Miguel Sánchez-Migallón.
Mit dem Sieg im Viertelfinale zogen die Spanier in das Halbfinale ein. Ägypten beendete das Turnier auf Platz 5.

#### Deutschland – Spanien (Halbfinale)
Im Halbfinale traf Spanien erneut auf das deutsche Team, gegen das man schon in der Vorrunde gespielt hatte und verlor (31:33); Deutschland hatte im Viertelfinale gegen Frankreich gewonnen. Von den bisher 73 Spielen gegeneinander gewann Spanien 39 und Deutschland 29, fünf Spiele endeten unentschieden.
| 9. August 2024 16:30 Uhr | Deutschland                  | 25:24        | Spanien                         | Stade Pierre-Mauroy, Lille Zuschauer: 22.745 Schiedsrichter: Gjorgji Načevski, Slave Nikolov |
| 9. August 2024 16:30 Uhr | meiste Tore: Renārs Uščins 6 | (12:12)      | meiste Tore: Daniel Fernández 5 | Stade Pierre-Mauroy, Lille Zuschauer: 22.745 Schiedsrichter: Gjorgji Načevski, Slave Nikolov |
| 9. August 2024 16:30 Uhr | Strafen: 1×                  | Spielbericht | Strafen: 1×                     | Stade Pierre-Mauroy, Lille Zuschauer: 22.745 Schiedsrichter: Gjorgji Načevski, Slave Nikolov |

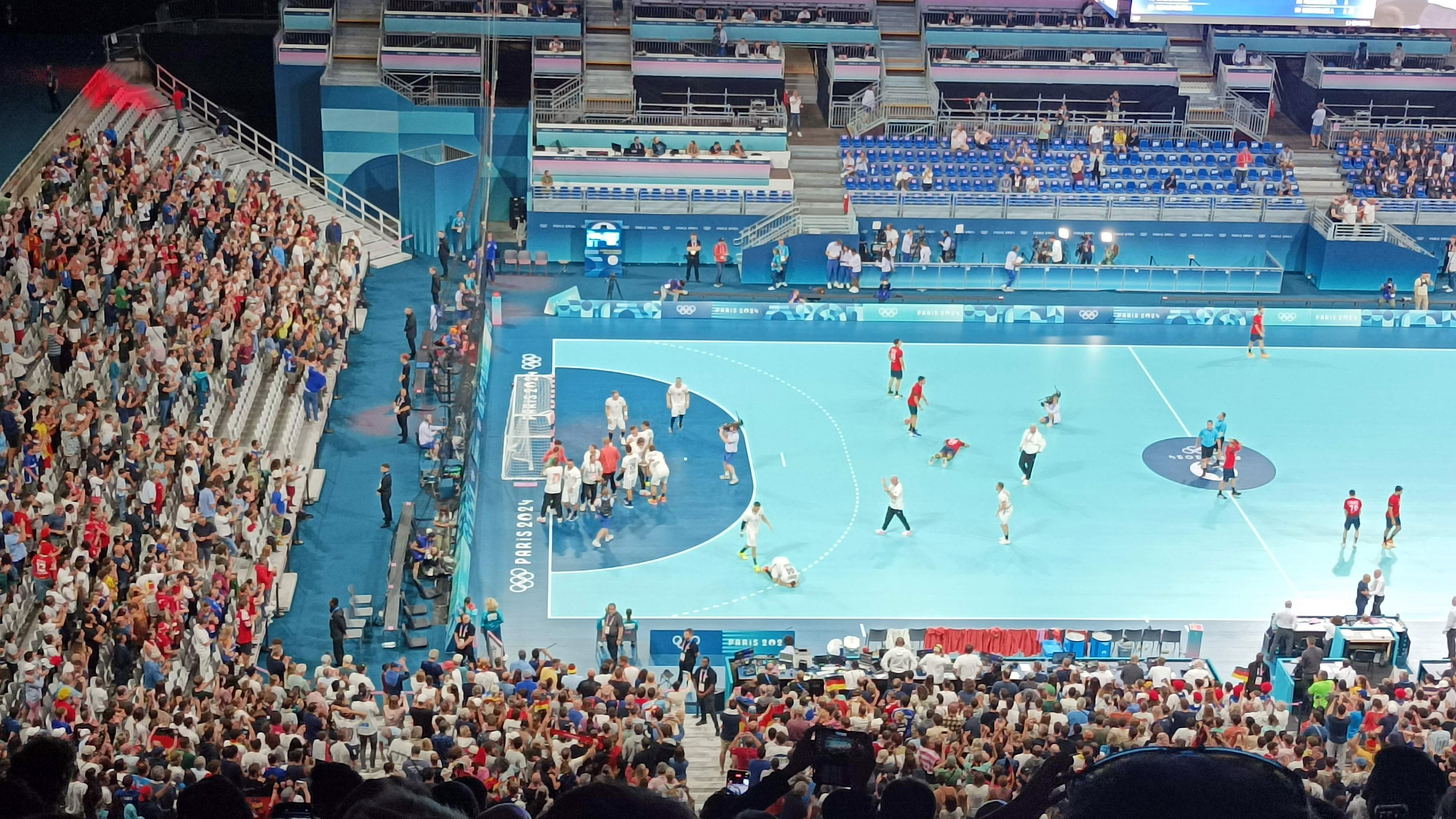
Szene nach dem Ende des Spiels Deutschland gegen Spanien im Halbfinale der Olympischen Spiele 2024

Das deutsch Team lag in der 3. Spielminute mit 3:0 in Führung, ehe Kauldi Odriozola das erste Tor für Spanien erzielte. In der 14. Minute konnten die Spanier durch Agustín Casados Tor zum 6:6 erstmals ausgleichen. Nach einer zwischenzeitlichen 4-Tore-Führung der Deutschen (10:6, 11:7) gelang den Spaniern drei Sekunden vor Ende der ersten Halbzeit durch ein Tor von Alex Dujshebaev erneut der Ausgleich, Spielstand zur Pause war 12:12. In der zweiten Halbzeit gingen erneut die Deutschen in Führung, Daniel Fernández warf das erste Tor für Spanien in der zweiten Halbzeit zum 13:13 in der 31. Spielminute. In der 46. Minute gelang den Spaniern durch Imanol Garciandia nochmals der Ausgleich (20:20), Aleix Gómez erzielte in der 50. Minute den Führungstreffer für die spanische Mannschaft zum 22:23. Nach der erneuten Führung für die Deutschen in der 57. Minute (25:24) gelang kein weiteres Tor, so dass das Spiel mit 25:24 endete.
Die 24 Tore (bei 52 Würfen) für das spanische Team erzielten Daniel Fernández (5), Agustín Casado (4), Ian Tarrafeta (4), Aleix Gómez (3), Imanol Garciandia (2), Abel Serdio (2), Kauldi Odriozola (2), Alex Dujshebaev (1) und Javier Rodríguez (1). Gonzalo Pérez de Vargas konnte von den 32 Würfen auf sein Tor zehn halten, Rodrigo Corrales hielt zwei der fünf Würfe auf sein Tor.
Einen großen Anteil am deutschen Erfolg hatte Torwart Andreas Wolff mit seinen 22 Paraden (Fangquote 49 %).
Eine gelbe Karte erhielt Javier Rodríguez, gegen Jorge Maqueda wurde eine Zwei-Minuten-Strafe verhängt.
Nach dem verlorenen Halbfinale gingen die Spanier in das Spiel um Platz 3.

#### Spanien – Slowenien (Spiel um Platz 3)
Im zweiten Halbfinale traf Slowenien auf Dänemark, das die Vorrundengruppe B ohne Verlustpunkte auf Platz 1 abgeschlossen hatte, und verlor dieses Spiel (30:31). Somit stand Spanien den Slowenen, die man in der Vorrunde besiegt hatte (25:22), erneut gegenüber.
| 11. August 2024 9:00 Uhr | Spanien                    | 23:22        | Spanien                     | Stade Pierre-Mauroy, Lille Zuschauer: 17.242 Schiedsrichter: Mads Hansen, Jesper Madsen |
| 11. August 2024 9:00 Uhr | meiste Tore: Aleix Gómez 5 | (12:12)      | meiste Tore: Jure Dolenec 6 | Stade Pierre-Mauroy, Lille Zuschauer: 17.242 Schiedsrichter: Mads Hansen, Jesper Madsen |
| 11. August 2024 9:00 Uhr | Strafen: 2×                | Spielbericht | Strafen: 3×                 | Stade Pierre-Mauroy, Lille Zuschauer: 17.242 Schiedsrichter: Mads Hansen, Jesper Madsen |

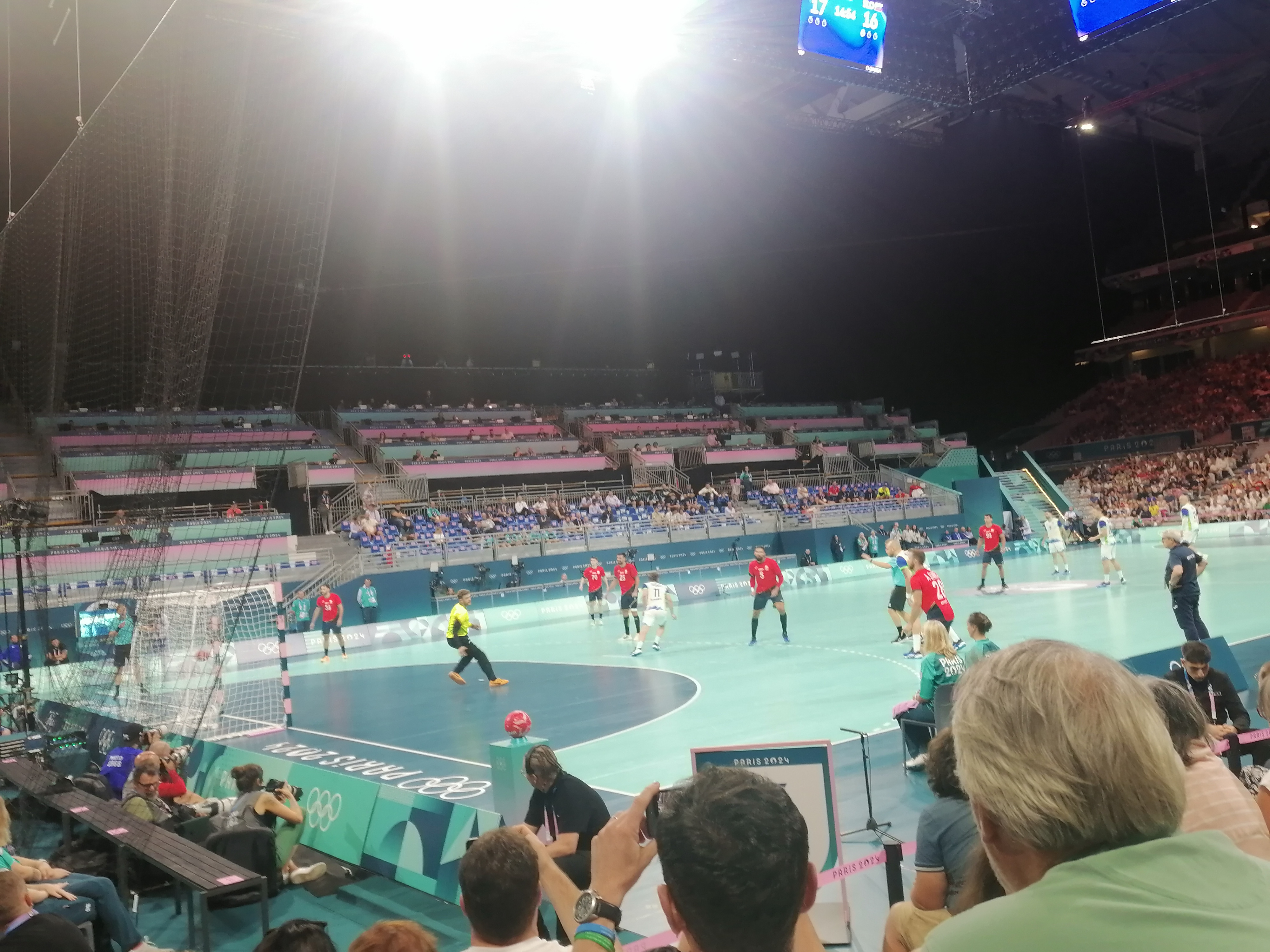
Szene im Spiel zwischen Spanien und Slowenien

Aleix Gómez brachte Spanien in der 2. Spielminute in Führung zum 1:0. In der 7. Minute ging erstmals Slowenien in Führung (2:3), bis zum Ende der ersten Halbzeit wechselte die Führung immer wieder bis zum Halbzeitstand von 12:12. Agustín Casado erzielte das erste Tor der 2. Halbzeit zum 13:12. In der 51. Minute ging Slowenien noch einmal in Führung (19:20), nach dem 22:21 durch Abel Serdio in der 56. Minute konnten die Spanier die Führung halten. Aleix Gómez verletzte sich beim Spielstand von 23:22 bei einem Wurfversuch in der letzten Minute; den letzten Wurf der Slowenien im Gegenzug in der letzten Sekunde des Spiels konnte Spaniens Torwart Gonzalo Pérez de Vargas halten.
Die Spanier gewannen das Spiel um Platz 3 mit 23:22 und holten damit die fünfte Bronzemedaille für Spanien bei Olympischen Spielen.
Die Spieler der spanischen Mannschaft erzielten insgesamt 23 Tore (bei 38 Würfen). Die meisten Tore (5) konnte Aleix Gómez erzielen, ihm folgten Agustín Casado (4), Abel Serdio (3), Jorge Maqueda (2), Miguel Sánchez-Migallón (2), Kauldi Odriozola (2), Daniel Fernández (2) sowie Daniel Dujshebaev (1). Gonzalo Pérez de Vargas hielt neun der 30 Würfe auf sein Tor (Fangquote 30 %), Rodrigo Corrales wurde nur für einen Siebenmeter eingesetzt, den er nicht halten konnte.
Je eine gelbe Karte erhielten Agustín Casado und Ian Tarrafeta. Je eine Zwei-Minuten-Strafe erging gegen Alex Dujshebaev und Miguel Sánchez-Migallón.

## Spielerstatistiken
| Nr.  | Spieler                 | Alter | Posi- tion | Spiele | Spielzeit (h:min:sek) | Tore | Würfe | gelbe Karte | Zeit- strafe | rote Karte | Anmerkungen |
| ---- | ----------------------- | ----- | ---------- | ------ | --------------------- | ---- | ----- | ----------- | ------------ | ---------- | --- |
| 05   | Jorge Maqueda Anm. 2    | 36    | RR         | 8      | 3:08:06               | 09   | 018   | 0           | 03           | 0          | Jorge Maqueda nahm zum dritten Mal an Olympischen Spielen teil. |
| 10   | Alex Dujshebaev         | 31    | RR         | 8      | 3:14:32               | 019  | 044   | 0           | 02           | 0          | Alex Dujshebaev nahm zum zweiten Mal an Olympischen Spielen teil. |
| 17   | Adrià Figueras          | 35    | KL         | 1      | 0:18:50               | 02   | 03    | 0           | 0            | 0          | Adrià Figueras nahm zum zweiten Mal an Olympischen Spielen teil. Er war als Ersatzspieler aufgeboten und wurde im 2. Spiel der Spanier statt Javier Rodríguez aufgestellt. |
| 18   | Imanol Garciandía       | 29    | RR         | 8      | 2:55:20               | 010  | 032   | 0           | 0            | 0          | Für Imanol Garciandía war es die erste Teilnahme an Olympischen Spielen. |
| 20   | Abel Serdio             | 30    | KL         | 8      | 4:42:26               | 013  | 017   | 0           | 01           | 0          | Für Abel Serdio war es die erste Teilnahme an Olympischen Spielen. |
| 25   | Agustín Casado          | 28    | RL         | 8      | 5:04:22               | 024  | 041   | 1           | 01           | 0          | Für Agustín Casado war es die erste Teilnahme an Olympischen Spielen. |
| 28   | Aleix Gómez             | 27    | RA         | 8      | 5:12:51               | 048  | 061   | 0           | 0            | 0          | Aleix Gómez nahm zum zweiten Mal an Olympischen Spielen teil. Er wurde mit 48 Toren fünftbester Torschütze der Spiele in Paris. Gómez warf alle 22 Siebenmeter für die Spanier, davon konnte er 19 verwandeln.                                                                   |
| 36   | Ian Tarrafeta           | 25    | RM         | 8      | 2:38:03               | 023  | 044   | 1           | 0            | 0          | Für Ian Tarrafeta war es die erste Teilnahme an Olympischen Spielen. |
| 51   | Miguel Sánchez-Migallón | 29    | LA         | 8      | 4:43:53               | 05   | 05    | 0           | 06           | 0          | Miguel Sánchez-Migallón nahm zum zweiten Mal an Olympischen Spielen teil. |
| 59   | Daniel Dujshebaev       | 27    | RL         | 8      | 4:56:04               | 019  | 045   | 0           | 02           | 0          | Für Daniel Dujshebaev war es die erste Teilnahme an Olympischen Spielen. |
| 62   | Kauldi Odriozola        | 27    | RA         | 8      | 2:52:49               | 016  | 023   | 0           | 02           | 0          | Für Kauldi Odriozola war es die erste Teilnahme an Olympischen Spielen. |
| 70   | Daniel Fernández        | 23    | LA         | 8      | 6:33.20               | 028  | 039   | 0           | 0            | 0          | Für Daniel Fernández war es die erste Teilnahme an Olympischen Spielen. |
| 99   | Javier Rodríguez        | 22    | KL         | 7      | 3:03:17               | 011  | 020   | 2           | 01           | 0          | Für Javier Rodríguez war es die erste Teilnahme an Olympischen Spielen. Er wurde im 2. Spiel der Spanier durch Adrià Figueras ersetzt, ab dem 3. Spiel wieder aufgeboten. |
|      | Petar Cikusa            | 18    | RM         | 0      | –                     | –    | –     | –           | –            | –          | Petar Cikusa war als Ersatzspieler nominiert und wurde nicht eingesetzt. |
| Team | Team                    | Team  | Team       | 8      | 8:10:00               | 227  | 393   | 5 Anm. 1    | 18           | 0          | Von den 393 Würfen auf das gegnerische Tor konnten die Spanier 227 verwandeln, das entspricht einer Trefferquote von 58 %. Dabei waren 55 Tore (82 Würfe) vom 6-m-Kreis, 31 Tore (47 Würfe) von Außen, 49 Tore (152 Würfe) vom 9-m-Kreis und 19 Siebenmetertore (von 22 Würfen). |

| Nr.            | Spieler                 | Alter          | Spiele | Spielzeit (h:min:sek) | Würfe auf sein Tor | davon gehalten | Fang- quote | Anmerkungen |
| -------------- | ----------------------- | -------------- | ------ | --------------------- | ------------------ | -------------- | ----------- | --- |
| 01             | Gonzalo Pérez de Vargas | 33             | 8      | 5:58:19               | 251                | 082            | 33 %        | Für Gonzalo Pérez de Vargas war es die zweite Teilnahme an Olympischen Spielen. Er war mit einer Fangquote von 33 % der viertbeste Torhüter des Turniers. |
| 12             | Rodrigo Corrales        | 33             | 8      | 1:47:48               | 074                | 024            | 32 %        | für Rodrigo Corrales war es die zweite Teilnahme an Olympischen Spielen.. Er wurde mit seiner Fangquote von 32 % fünftbester Torhüter des Turniers. |
| 61             | Sergey Hernández        | 29             | 0      | –                     | –                  | –              | –           | Sergey Hernández war als Ersatzspieler nominiert und wurde nicht eingesetzt. |
| beide Torhüter | beide Torhüter          | beide Torhüter | 8      | 8:10:00               | 329                | 106            | 32 %        | Die beiden Torhüter konnten von den 329 Würfen auf das spanische Tor 106 abwehren (Fangquote 32 %). Dabei waren 94 Würfe vom 6-Meter-Kreis, von denen die Spanier 33 abwehrten. Vier der 32 Würfe von Außen wurden abgewehrt sowie 47 der 96 Würfe vom 9-Meter-Kreis. Von den 30 Siebenmetern gegen Spanien konnten fünf abgewehrt werden. |

## Spanier in anderen Nationalmannschaften
An den Olympischen Spielen 2024 nahmen neben der spanischen Nationalauswahl noch weitere Spanier als Trainer und Assistenztrainer teil:
- Antonio Carlos Ortega trainierte die japanische Mannschaft, Víctor Hugo López war sein Assistenztrainer.
- Juan Carlos Pastor war Trainer der ägyptischen Nationalmannschaft.
- José María Rodríguez trainierte die ungarische Auswahl, sein Assistenztrainer war Miguel Ángel Velasco.

## Olympiateilnehmer und Ersatzspieler, die in Spanien spielen
In der Liga Plenitude, der ersten spanischen Liga, standen folgende für die Olympischen Spiele gemeldeten Spieler unter Vertrag:
| Spieler                 | Position | Olympiateam | Mannschaft in Spaniens Liga    | Anmerkung                                            |
| ----------------------- | -------- | ----------- | ------------------------------ | ---------------------------------------------------- |
| Gonzalo Pérez de Vargas | TW       | Spanien     | FC Barcelona                   | kam mit seiner Mannschaft auf Platz 3                |
| Aleix Gómez             | RA       | Spanien     | FC Barcelona                   | kam mit seiner Mannschaft auf Platz 3                |
| Javier Rodríguez        | KL       | Spanien     | FC Barcelona                   | kam mit seiner Mannschaft auf Platz 3                |
| Petar Cikusa            | RM       | Spanien     | FC Barcelona                   | Ersatzspieler, kam mit seiner Mannschaft auf Platz 3 |
| Melvyn Richardson       | RR       | Frankreich  | FC Barcelona                   | kam mit seiner Mannschaft auf Platz 8                |
| Dika Mem                | RR       | Frankreich  | FC Barcelona                   | kam mit seiner Mannschaft auf Platz 8                |
| Emil Nielsen            | TW       | Dänemark    | FC Barcelona                   | kam mit seiner Mannschaft auf Platz 1                |
| Leonel Maciel           | TW       | Argentinien | Bidasoa Irun                   | kam mit seiner Mannschaft auf Platz 12               |
| Juan Bar                | TW       | Argentinien | Recoletas Atlético Valladolid  | kam mit seiner Mannschaft auf Platz 12               |
| Ignacio Pizarro         | LA       | Argentinien | Rebi Balonmano Cuenca          | kam mit seiner Mannschaft auf Platz 12               |
| Santiago Baronetto      | RA       | Argentinien | Club Balonmano Alicante        | kam mit seiner Mannschaft auf Platz 12               |
| Nicolás Bonanno         | RL       | Argentinien | Club Balonmano Nava            | kam mit seiner Mannschaft auf Platz 12               |
| James Lewis Parker      | RL       | Argentinien | Club Balonmano Alicante        | kam mit seiner Mannschaft auf Platz 12               |
| Pablo Vainstein         | RR       | Argentinien | TM Benidorm                    | kam mit seiner Mannschaft auf Platz 12               |
| Federico Pizarro        | RA       | Argentinien | Rebi Balonmano Cuenca          | kam mit seiner Mannschaft auf Platz 12               |
| Guillermo Fischer       | RL       | Argentinien | Club Balonmano Villa de Aranda | kam mit seiner Mannschaft auf Platz 12               |
| Andrés Moyano           | RR       | Argentinien | Club Balonmano Granollers      | kam mit seiner Mannschaft auf Platz 12               |
| Pablo Simonet           | RM       | Argentinien | Club Balonmano Puente Genil    | kam mit seiner Mannschaft auf Platz 12               |
| Lucas Moscariello       | KL       | Argentinien | TM Benidorm                    | kam mit seiner Mannschaft auf Platz 12               |
| Blaž Janc               | RA       | Slowenien   | FC Barcelona                   | kam mit seiner Mannschaft auf Platz 4                |